# アントワーヌ・ブリュメル
アントワーヌ・ブリュメル （Antoine Brumel, 1460年頃 - 1515年以降?）は ルネサンス音楽の作曲家。
若いころについてはほとんど不明だが、おそらくシャルトルの西、ブリュネル Brunelles に生れたようで、だとすれば実質的にフランドル楽派初のフランス人作曲家ということになる。
1483年から3年間シャルトルのノートルダム寺院で歌手を務め、その後はジュネーヴの聖ピエール聖堂などに就職した後、1498年から1500年までパリのノートルダム寺院聖歌隊の少年合唱を指導した。1506年からアルフォンソ1世・デステのもと、フェラーラ宮廷で聖歌隊長を勤務、前年ペストのために急死した大作曲家、ヤーコプ・オブレヒトの後任となった。フェラーラ宮廷礼拝堂が1510年に解散されるとその後のブリュメルの足どりは何もつかめなくなる。だがその後に少なくとも1曲（ミサ曲《祝福されし処女 Missa de beata virgine》）を作曲しており、またヴィンチェンツォ・ガリレイの論文によると、ブリュメルは1513年にローマ教皇レオ10世に謁見した作曲家の一団にまじっていたという。
ブリュメルはミサ曲の作曲家としてとりわけよく知られており、中でも最も有名なのが、12声部のミサ曲《見よ、天地が揺れ動き Missa Et ecce terrae motus》である。モテットやシャンソン、若干の器楽曲もある。ブリュメルは生涯を通じて作曲様式を発展させ、初期作品では、オケゲム世代の不規則な旋律線やリズムの複雑さを示しているのに対して、後期の作品では、ジョスカン・デ・プレの通模倣様式に加えて、当時のイタリア人作曲家の（例えば、ブリュメルと同時期にフェラーラ宮廷に仕えたバルトロメオ・トロンボンチーノの作品のように）ホモフォニックなテクスチュアを取り入れている。ブリュメルの作曲様式で特異な点は、時おり和弦的な書法の中で、非常に急速な、1音節1音による朗唱を用いており、後の16世紀のマドリガーレの流行を先取りしている点である。これは時どきブリュメルのミサ曲の〈クレド〉楽章で見受けられる。――論理的に言うなら、〈クレド〉はミサ経文の中では最長なので、それ以外と同じように作曲していたのでは、不釣合いなほど長くなってしまいかねないからである。
ブリュメルの4声のための《レクイエム Missa pro defunctis》は後期の作品で、「怒りの日 Dies Irae」をポリフォニーで作曲した最初の例として知られる。
ジョスカン・デ・プレ以降の世代で、ブリュメルは当時の最も偉大な作曲家に数えられた。存命中からオッタヴィアーノ・ペトルッチがブリュメルのミサ曲集を出版しており、ブリュメルが死去すると、数多くの作曲家が追悼作品を作曲した。印象的な12声部のミサ曲《見よ、大地が揺れ動き》は、作曲者の死から半世紀後の1570年のミュンヘンにおいて、明らかにラッススが用いるために写譜されたパートブックにより伝承されている。